# Regressió local

Corba LOESS ajustada a una població mostrada a partir d'una ona sinusoïdal amb soroll uniforme afegit. La corba LOESS s'aproxima a l'ona sinusoïdal original.

La regressió local o regressió polinòmica local, també coneguda com a regressió mòbil, és una generalització de la mitjana mòbil i la regressió polinòmica. Els seus mètodes més comuns, desenvolupats inicialment per al suavització de gràfics de dispersió, són LOESS (suavització de gràfics de dispersió estimat localment) i LOWESS (suavització de gràfics de dispersió ponderats localment), tots dos pronunciats /ˈloʊɛs/. Són dos mètodes de regressió no paramètrica fortament relacionats que combinen models de regressió múltiples en un metamodel basat en k -nearest-veighbor. En alguns camps, LOESS es coneix i es coneix comunament com a filtre Savitzky-Golay (proposat 15 anys abans de LOESS).
Així, LOESS i LOWESS es basen en mètodes "clàssics", com ara la regressió de mínims quadrats lineal i no lineal. Aborden situacions en què els procediments clàssics no funcionen bé o no es poden aplicar de manera eficaç sense un treball indegut. LOESS combina gran part de la simplicitat de la regressió lineal de mínims quadrats amb la flexibilitat de la regressió no lineal. Ho fa ajustant models simples a subconjunts localitzats de dades per construir una funció que descrigui la part determinista de la variació de les dades, punt per punt. De fet, un dels principals atractius d'aquest mètode és que l'analista de dades no està obligat a especificar una funció global de cap forma per ajustar un model a les dades, només per adaptar-se a segments de les dades.
La compensació d'aquestes característiques és un càlcul més gran. Com que és molt càlcul intensiu, LOESS hauria estat pràcticament impossible d'utilitzar en l'època en què s'estava desenvolupant la regressió de mínims quadrats. La majoria dels altres mètodes moderns de modelització de processos són similars a LOESS en aquest sentit. Aquests mètodes s'han dissenyat conscientment per utilitzar la nostra capacitat computacional actual amb el màxim avantatge possible per assolir objectius que no s'assoleixen fàcilment amb els enfocaments tradicionals.Una corba suau a través d'un conjunt de punts de dades obtinguts amb aquesta tècnica estadística s'anomena corba de loess, particularment quan cada valor suavitzat ve donat per una regressió quadrada de mínims quadrats ponderada sobre l'abast de valors de la variable de criteri de dispersió de l'eix y. Quan cada valor suavitzat ve donat per una regressió lineal de mínims quadrats ponderada sobre l'abast, això es coneix com a corba inferior; tanmateix, algunes autoritats tracten lowess i loess com a sinònims.